# 天井次夫
天井 次夫（あまい つぎお、1950年（昭和25年）3月27日 -2023年〈令和5年〉11月22日 ）は日本の実業家。株式会社日商インターライフ（現インターライフホールディングス株式会社）創業者。株式会社バリュークリエーション（現エイチ・エス・アシスト株式会社）創業者。日本ベンチャー協議会発起人。株式会社経営戦略合同事務所 代表取締役会長を務めた。

## 経歴
1950年石川県七尾市生まれ。1975年に25歳で株式会社日商インターライフ設立、代表取締役社長に就任。1990年に店頭登録市場（現東京証券取引所　JASDAQ市場）に株式公開。1991年に日本ベンチャー協議会の前身である新世紀経営者クラブを創設（2008年の解散）。2000年、株式会社バリュークリエーション設立、ベンチャー企業に投資し、24社が株式公開を果たす。2008年、株式会社経営戦略合同事務所を同社代表取締役社長 眞藤健一と設立し、自身は代表取締役会長に就任。